# Halász Gyula (földrajztudós)
Halász Gyula (Budapest, 1881. április 17. – Budapest, 1947. november 7.) nyelvész, földrajztudós, lektor, műfordító. Katona Tamás történész nagyapja.

## Élete
Halász Imre (1841–1918) újságíró és Breisach Ernesztina (1851–1921) fia. A Magyaróvári Magyar Királyi Gazdasági Akadémián kapott oklevelet 1902-ben, majd 1906 és 1909 között a Budapesti Tudományegyetemen tanult. 1911-től a Magyar Földrajzi Társaság titkára volt. Egy időben a Pesti Hírlap belső munkatársa volt, 1934-től négy éven át pedig a Magyar Rádió irodalmi osztályán működött mint lektor. Fordítóként többek között Stein Aurél, Sven Hedin, illetve Scott műveit ültette át magyarra. Alapítója volt az Utazások könyvtára című cégnek, illetve szerkesztője volt a Hat világrész című gyűjteménynek is, illetve fordításai megjelentek a Franklin Társulat Világjárók sorozatában is.
Felesége Bencsik Erzsébet volt, Bencsik István lelkész, esperes és Sárkány Mária lánya, akit 1904. szeptember 1-jén Nagypaládon vett nőül.

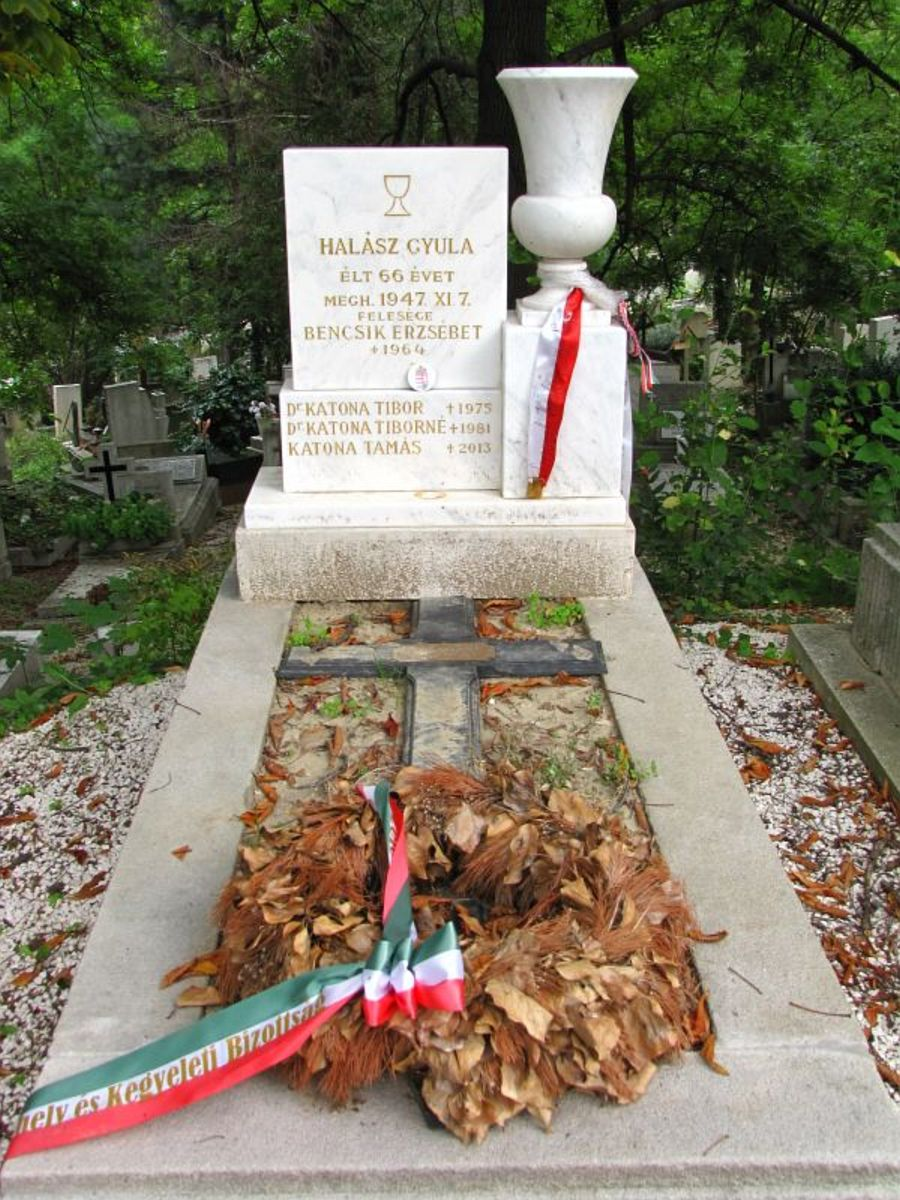
Sírja a Farkasréti temetőben (21/3-1-14)

## Főbb művei
- Öt világrész magyar vándorai. Magyar fölfedezők Benyovszkytól napjainkig; Grill, Budapest, 1936
- Édes anyanyelvünk; Nyugat, Budapest, 1938
- Ungarische Entdecker; Péterffy-Tóth, Budapest–Hamburg, 1944 (Kleine Ungarnkunde)
- Világjáró magyarok. 1-2. köt.; Aquincum, Budapest, 1945 (Hét világrész utazói)
- Tudd, hogy mit beszélsz!; sajtó alá rend., előszó Szűts László; Móra, Budapest, 1991